# Уфанет
Уфанет — телекоммуникационный оператор связи, а также системный интегратор на территории Республики Башкортостан, Республики Татарстан, Оренбургской области, Марий Эл, Нижегородской области, Рязанской области, Московской области. Центральный офис компании находится в Уфе.
Для физических лиц Уфанет предоставляет услуги кабельного и интерактивного телевидения, видеонаблюдения, интернета по технологии FTTB (оптоволокно до здания) и FTTH (оптоволокно в частный дом и в квартиру) со скоростью до 1 Гбит/с, телефонии, а также услуги «Умный домофон», «Умный домофон в частный дом», «Умный шлагбаум».
Является крупным поставщиком услуг для корпоративного сектора: системная интеграция, IT-сопровождение, видеонаблюдение, Роботел, распознавание и синтез речи, аренда виртуального сервера, цифровые каналы связи, радиоэзернет, создание сетей, телеметрия, обслуживание тепловых узлов и др.
Компанией Уфанет обеспечен доступ в Сеть для более 1,78 млн домохозяйств во всех регионах присутствия.
Генеральный директор — Бахтияров И. М.

## История компании
Компания Уфанет основана в 1996 
году командой из 4 человек (Бахтияров Искандар, Галикеев Вадим, Гришин Олег, Камалова Нафиса). С момента образования компания быстро росла, и на июль 2025 года в ней работает более 3,5 тыс. человек.
Первый филиал компании за пределами Республики Башкортостан открылся в 2006 г. в Оренбурге.
Более 10 лет работает бесплатный Wi-Fi от Уфанет в общественных городских пространствах. Установлено большое количество точек доступа в парках, на улицах, в скверах, где люди могут пользоваться интернетом.
Более 5 лет компания развивает концепцию «Безопасного города», оснащая улицы и дворы камерами видеонаблюдения, «умными» домофонами и шлагбаумами.
В перечне наград и премий компании:
- Лауреат первой в России Национальной Премии в области многоканального Цифрового телевидения «Большая цифра» за широкий выбор телеканалов (2010 г.)[4]
- Ежегодный форум операторов связи и вещателей «MULTISERVICE» – награды «Лучший брендированный автомобиль», «Самый инициативный и прогрессивный оператор»[5] (2019 г.)
- Премия «Коммерсантъ года — 2021» в номинации «За развитие IT-технологий региона»[6] (2021 г.)
- Победитель международной бизнес-премии «Время первых» в номинации «Компания с самыми благоприятными условиями работы» (2023 г.)[7]
- Победитель в номинации «Лучший сервис в В2С-секторе» ежегодной премии журнала КоммерсантЪ Республики Башкортостан «Твердые знаки» (с услугой «Умный домофон», 2023 г.)[8]
- Награда за развитие информационных технологий в Башкирии Министерства цифрового развития Республики Башкортостан (2024 г.)[9]
- Лауреат в номинации «Лучшая команда по обслуживанию клиентов» Международной программы номинирования «Хрустальная гарнитура» (2024 г.) [10]
- Диплом победителя Всероссийского конкурса социальных проектов в области социального предпринимательства «Мой добрый бизнес» в номинации «Культурный код». Проект — праздник для первоклассников «Дети наше будущее».[11]